# Lelu
La municipalità di Lelu è una delle quattro divisioni amministrative dello stato di Kosrae, uno degli Stati Federati di Micronesia. 

## Descrizione
Il territorio è composto da un settore dell'isola di Kosrae, dall'omonima isola di Lelu e da alcuni isolotti. Con i villaggi di Tofol, capitale dello stato e Lelu, conta 2 849 abitanti. Il territorio oltre a possedere gli uffici amministrativi dello stato, è dotata di strutture alberghiere e dell'unico aeroporto di Kosrae, realizzato sull'isola di Lelu, vicina alle coste dell'isola principale.

## Monumenti e luoghi d'interesse
- Rovine di Lelu: area archeologica di abitato risalente al XV secolo, realizzato in pietre di basalto sull'isola di Lelu.
- Museo di Stato, ubicato a Tofol.
- Kosrae Aquacultural Center, centro di riproduzione di Tridacna gigas.